# Gusztinyi Júlia
Gusztinyi Júlia (? – Kolozsvár, 1849.) énekes-színésznő.

## Életpályája
Pályáját a Pesti Magyar Színházban kezdte; 1840. július 11-én lépett fel mint vendég a »Tündérkastély Magyarországban« c. színműben, miről a »Honművész« (1840. júl. 16. 446. old.) így ír: »A felső cordákban elég erős hangja van.« 1841-ben a Nemzeti Újság ekképp kritizálja: »Különösen kedveltetik tiszta, erős és csengő hangjáért, ha több leend bátorsága, ha testmozdulatai és mimikája által az érzelmeknek kifejezéseit megtanulandja, ha némelly hangoknak az orráni kiejtését elhagyandja, ő a dalszínészetnek igen jeles tagjává váland.« (3. szám.) 1843-ban részt vett a pozsonyi országgyűlési előadásokon. 1844-ben Szabadka, 1845-ben Nagyvárad, 1847-ben Nagybecskerek, 1848–1849 között Kolozsvár (Feleky Miklósnál) voltak pályájának állomásai.
Ezután férjhez ment egy Grósz nevű abrudbányai tüzérfőhadnagyhoz. Midőn Bem József Kolozsvárott időzött, a tiszteletére rendezett Jósika-kerti díszlakomára Gusztinyi is meg volt hívva, itt meghűlést kapott és nemsokára elhunyt. Kolozsváron temették el Berzeviczy Ottó színésszel közös sírba.
Könnyebb lírai szopránszerepeket énekelt, népszínművek énekes szerepeiben is játszott.

## Szerepei
- Hirschfeld–Szerdahelyi J.: Tündérlak Magyarhonban – Laura
- Donizetti: Szerelmi bájital – Gianetta
- Szigligeti Ede: A rab – Zsuzsi
- Donizetti–Szerdahelyi J.: Marcsa, az ezred lánya – Marcsa